# Margareta Jacobsson
Eleonora Margareta Jacobsson, później Olsson (ur. 10 lipca 1929 w Järvsjö, zm. 27 stycznia 2021 w Kungsängen) – szwedzka narciarka alpejska, uczestniczka zimowych igrzysk olimpijskich 1952 rozgrywanych w Oslo.

## Osiągnięcia

### Igrzyska olimpijskie
| Miejsce | Dzień     | Rok  | Miejscowość | Konkurencja   | Czas biegu  | Strata   | Zwyciężczyni         |
| ------- | --------- | ---- | ----------- | ------------- | ----------- | -------- | -------------------- |
| DSQ.    | 14 lutego | 1952 | Oslo        | Slalom gigant | —           | —        | Andrea Mead-Lawrence |
| 25.     | 17 lutego | 1952 | Oslo        | Zjazd         | 1:58.2 min. | +11.1 s. | Trude Jochum-Beiser  |
| 16.     | 20 lutego | 1952 | Oslo        | Slalom        | 2:20.6 min. | +10.0 s. | Andrea Mead-Lawrence |